# 丞相沇
丞相沇（?—?），三国东吴丞相。梁章鉅推测可能是许沇。
《三国志》无丞相沇记载，但天玺元年（276年）所立的《禅国山碑》有“丞相沇”之语。梁章鉅《三国志旁证》曰：“又案<真诰>注许长史世谱云：吴丞相许晏，字孝然，长史四世族祖也。”此许晏疑即丞相许沇，与嘉禾二年出使辽东为公孙渊所杀的执金吾许晏不是一人。丞相沇276年前后为东吴丞相，但拜相不会早于凤皇元年（272年）八月秋其前任丞相万彧卒于任上之时，罢相也不会晚于天纪三年（279年）八月张悌被拜为丞相之际。